# Pitgam
Pitgam is een gemeente in de Franse Westhoek, in het Franse Noorderdepartement (Frans: département du Nord). De gemeente ligt in Frans-Vlaanderen op de grens van de streken het Blootland en het Houtland. Pitgam grenst aan de gemeenten Armboutskappel, Stene, Krochte, Zegerskappel, Eringem, Drinkam, Loberge, Broekkerke en Spijker. Door Pitgam stroomt, aan de grens tussen de gemeenten Broekkerke en Spijker, het Kanaal van de Hoge Kolme, een deel van de Kolme. De gemeente telde op 1 januari 2022 992 inwoners.

## Geschiedenis
Het gebied van Pitgam had in de tijd van de Romeinen een Gallo-Romeinse bewoning. Het lag toen der tijd nog aan de kust door de Duinkerke-transgressies. Bij opgravingen tijdens het aanleggen van een gasleiding in 1997 zijn er belangwekkende vondsten gedaan uit de oudheid. Pitgam werd vermeld in 1072 in de Annales Flandriae en in 1113 in een bul van paus Paschalis II. In 1159 gaf paus Alexander III de kerkelijke inkomsten van de parochie aan het kapittel van Terwaan.

## Geografie
De oppervlakte van Pitgam bedroeg op 1 januari 2022 23,37 vierkante kilometer; de bevolkingsdichtheid was toen 42,4 inwoners per km².

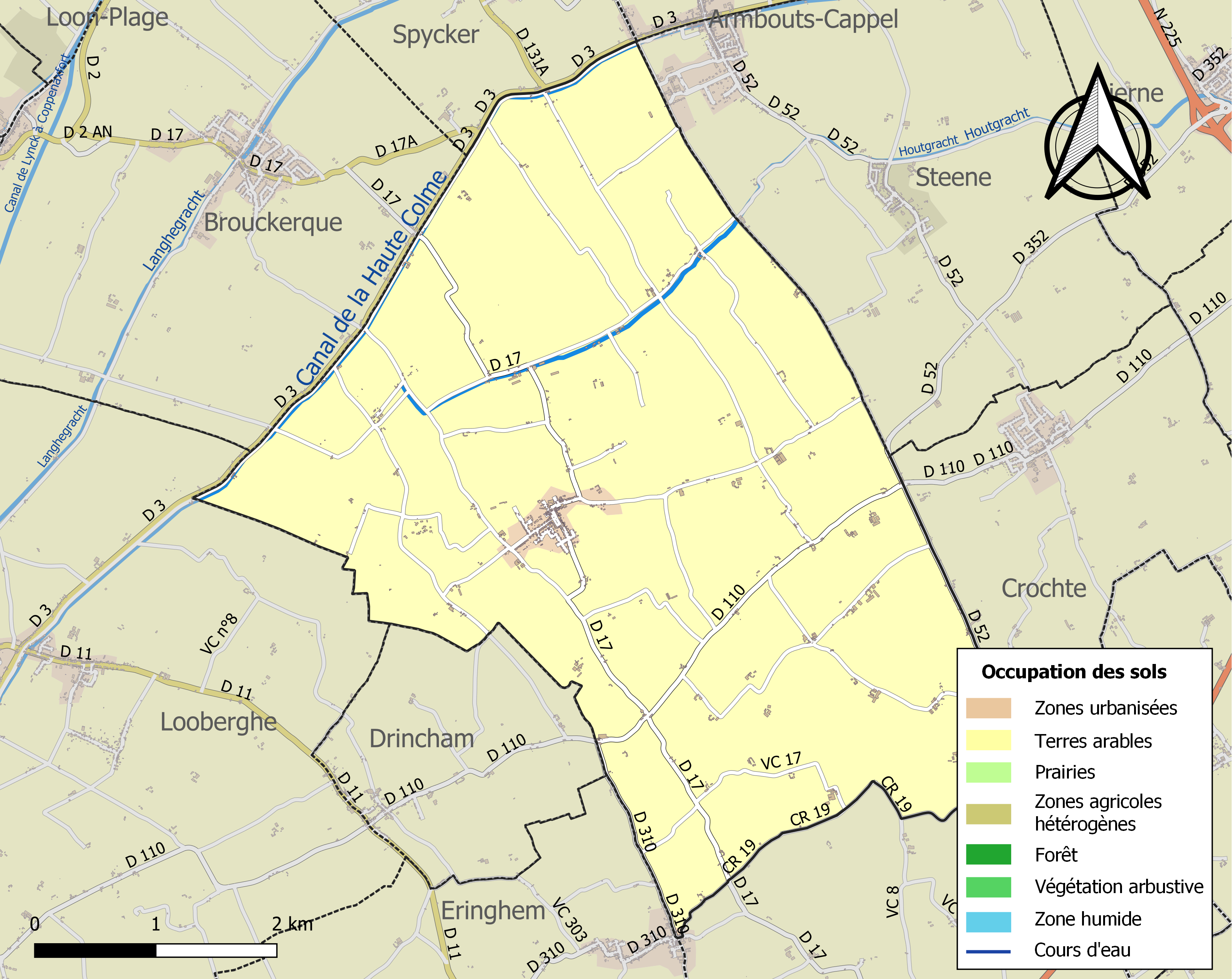
Kaart van de gemeente met belangrijkste infrastructuur, bodemgebruik en omliggende gemeenten

## Bezienswaardigheden
- De Sint-Folquinuskerk (Église Saint-Folquin), een hallenkerk in Vlaamse gotiek uit de 15e-16e eeuw.
- Den Leeuw Meulen, een standerdmolen uit 1774

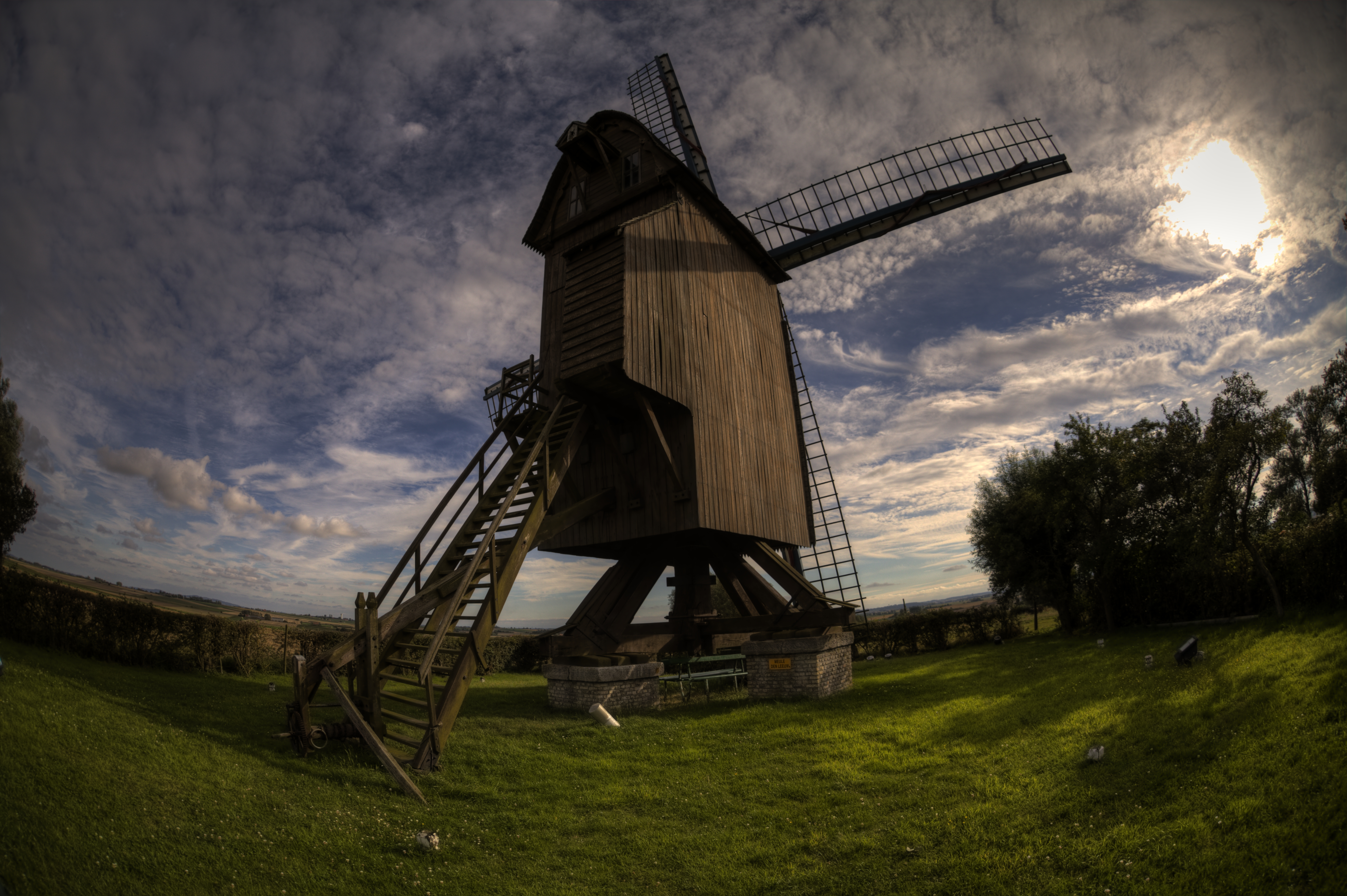
Den Leeuw Meulen
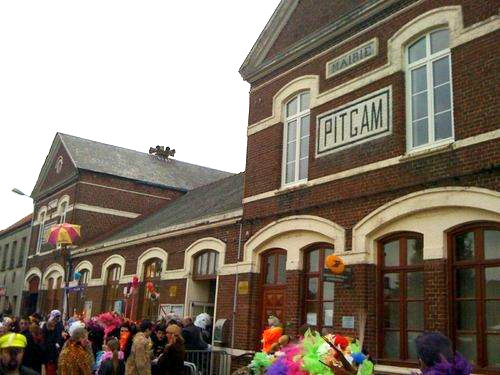
Het gemeentehuis tijdens het carnaval

## Natuur en landschap
Pitgam ligt in het Houtland op een hoogte van 1-43 meter. In het westen ligt de Kolme en de Houtgracht die hier min of meer parallel aan loopt.

## Demografie
Onderstaande figuur toont het verloop van het inwonertal (bron: INSEE-tellingen).

## Nabijgelegen kernen
Broekkerke, Stene, Krochte, Eringem, Drinkam
Broekburg · Broekkerke · Drinkam · Duinkerke (deels) · Kapellebroek · Kraaiwijk · Grand-Fort-Philippe · Grevelingen · Groot-Sinten · Loberge · Loon · Pitgam · Sint-Joris · Sint-Pietersbroek
Armboutskappel · Arneke · Bambeke · Bavinkhove · Belle · Berten · Bieren · Bissezele · Blaringem · Boeschepe · Boezegem · Bollezele · Borre · Bray-Dunes · Broekburg · Broekkerke · Broksele · Buisscheure · Drinkam · Duinkerke · Ebblingem · Eke · Ekelsbeke · Eringem · Gijvelde · Godewaarsvelde · La Gorgue · Grand-Fort-Philippe · Grevelingen · Groot-Sinten · Hardefoort · Haverskerke · Hazebroek · Herzele · Holke · Hondegem · Hondschote · Hooimille · Houtkerke · Kaaster · Kapelle · Kapellebroek · Kassel · Killem · Kraaiwijk · Krochte · Kwaadieper · Lederzele · Ledringem · Leffrinkhoeke · Linde · Loberge · Loon · Meregem · Merkegem · Merris · Meteren · Millam · Moerbeke · Niepkerke · Nieuw-Berkijn · Nieuw-Koudekerke · Nieuwerleet · Noordpene · Ochtezele · Okselare · Oostkappel · Oud-Berkijn · Oudezele · Pitgam · Pradeels · Rekspoede · Rubroek · Ruisscheure · Sint-Janskappel · Sint-Joris · Sint-Mariakappel · Sint-Momelijn · Sint-Pietersbroek · Sint-Silvesterkappel · Sint-Winoksbergen · Soks · Spijker · Stapel · Steenbeke · Steenvoorde · Steenwerk · Stegers · Stene · Strazele · Terdegem · Téteghem-Coudekerque-Village · Tienen · Uksem · Vleteren · Volkerinkhove · Waalskappel · Warrem · Waten · Wemaarskappel · Westkappel · Wilder · Winnezele · Wormhout · Wulverdinge · Zegerskappel · Zerkel · Zermezele · Zoeterstee · Zuidkote · Zuidpene